# ميت الحوفين
ميت الحوفين إحدى قرى مركز بنها التابع لمحافظة القليوبية بجمهورية مصر العربية.

## التاريخ
قرية ميت الحوفين من القرى القديمة، حيث وردت باسم «منية الحوفيين» في أعمال جزيرة قوسينا ضمن قرى الروك الصلاحي التي أحصاها ابن مماتي في كتاب قوانين الدواوين، كما وردت باسم «منية الحوفيين» في أعمال الغربية ضمن قرى الروك الناصري التي أحصاها ابن الجيعان في كتاب «التحفة السنية بأسماء البلاد المصرية». وفي العصر العثماني وردت في التربيع العثماني الذي أجراه الوالي العثماني سليمان باشا الخادم في عصر السلطان العثماني سليمان القانوني ضمن قرى ولاية القليوبية، وفي تاريخ 1228هـ/1813م الذي عدّ قرى مصر بعد المسح الذي قام به محمد علي باشا باسم «ميت الحوفيين» ضمن قرى مديرية المنوفية، ثم انتقلت تبعية القرية من مديرية المنوفية إلى محافظة القليوبية لاحقًا.

## السكان
بلغ عدد سكان ميت الحوفين 6,844 نسمة، حسب الإحصاء الرسمي لعام 2006.